# بوب سكينر
بوب سكينر (بالإنجليزية: Bob Skinner)‏ هو لاعب كرة قاعدة أمريكي، ولد في 3 أكتوبر 1931 في لاهويا في الولايات المتحدة.

## وصلات خارجية
- بوب سكينر على موقع دوري كرة القاعدة الرئيسي (الإنجليزية)
- بوب سكينر على موقعبيزبول رفرنس.كوم (الدوري الرئيسي) (الإنجليزية)
- بوب سكينر على موقعبيزبول رفرنس.كوم (الدوري الثانوي) (الإنجليزية)
- بوب سكينر على موقع إي إس بي إن.كوم (أم.أل.بي) (الإنجليزية)
- بوب سكينر على موقع مشجعي الرسوم البيانية (الإنجليزية)